# Dallara Stradale
La Dallara Stradale est une supercar fabriquée par le constructeur automobile italien Dallara. La Stradale est la première voiture de route fabriquée par la société, les principaux produits de la société étant le développement de châssis pour d'autres constructeurs automobiles ainsi que le développement et la construction de voitures de course. Dans sa forme de base la Stradale est une barchetta sans portes convertible en style de carrosserie spider et coupé après l'installation de pièces interchangeables.

## Conception et développement

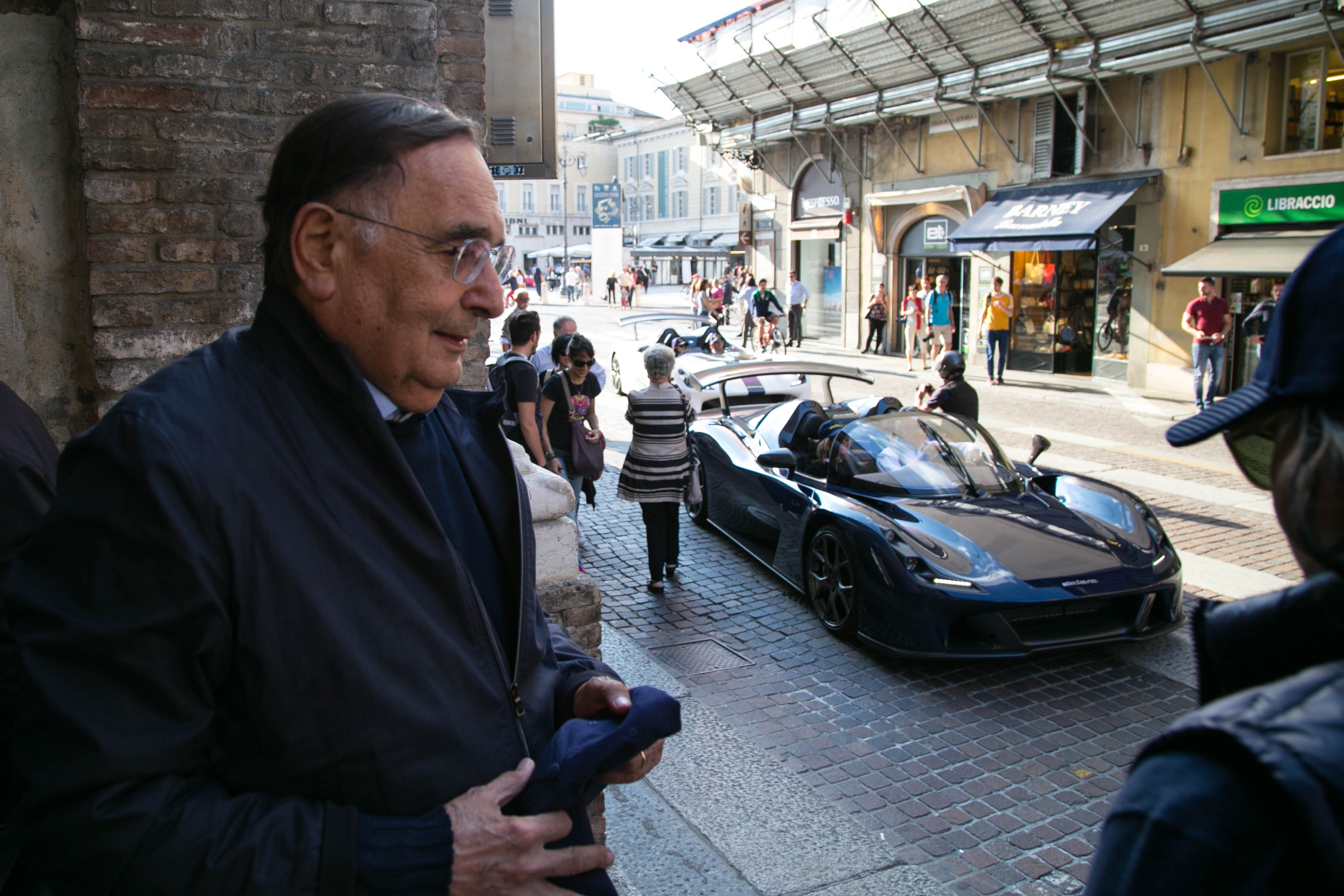
Gian Paolo Dallara et une Stradale au Mille Miglia.

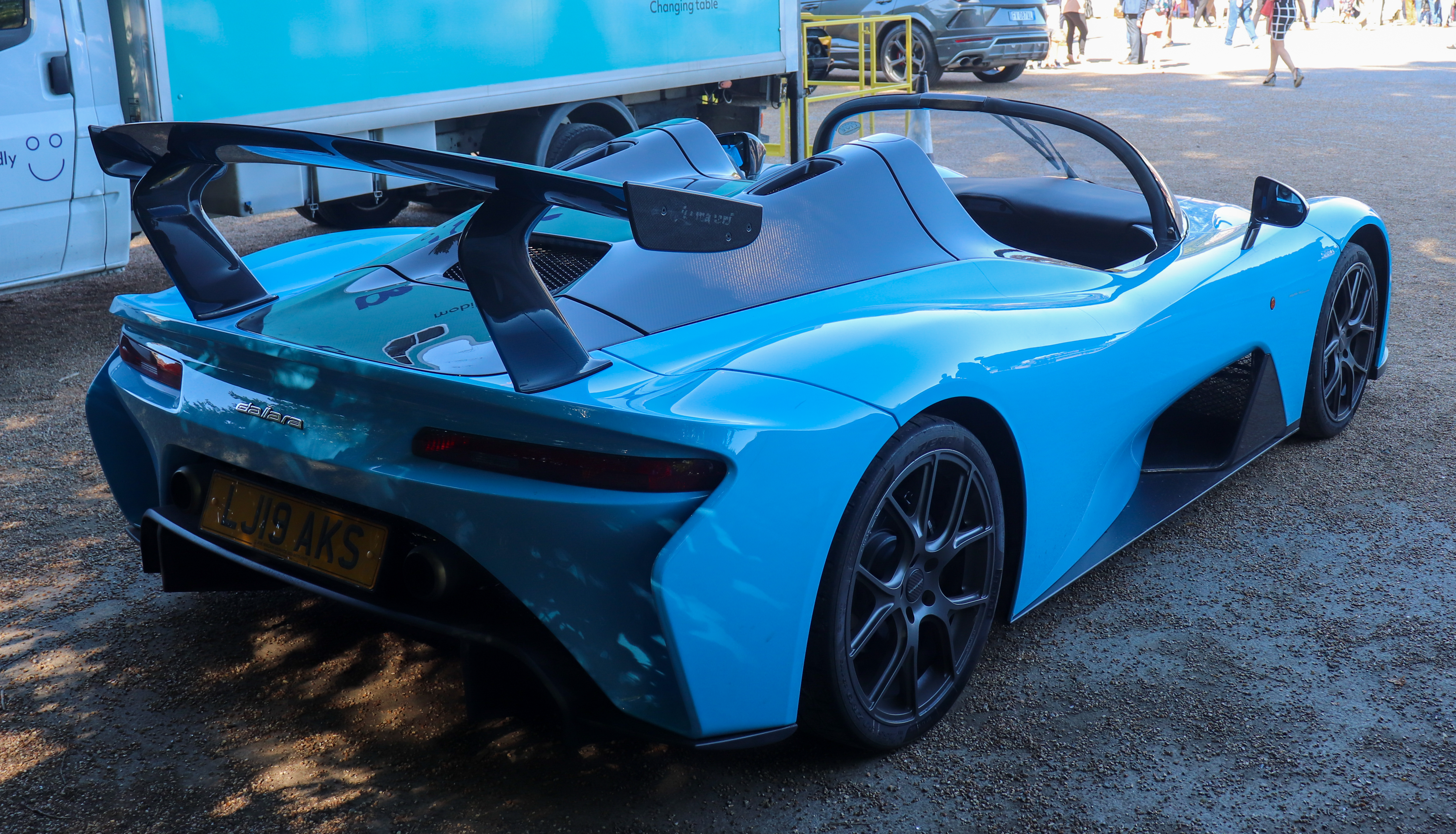
Vue arrière.

Le fondateur de la société, Gian Paolo Dallara, avait le désir de créer une voiture portant son propre nom après avoir travaillé avec divers constructeurs et avoir vu leurs projets allant du développement de monoplaces de F1 à la F3 ou l'IndyCar en passant par la conception de châssis de voitures de sport dont les plus notables pour Ferrari, Lamborghini, McLaren ou Alfa Romeo. Le développement d'une telle voiture fut interrompu six fois, les fonds reçus lors de l'achèvement de projets pour d'autres sociétés étant investis dans le développement d'autres projets. Finalement, après avoir accumulé suffisamment de fonds pour le développement d'une voiture de route, le PDG de la société, Andrea Pontremoli fut chargé des travaux de développement.
Le développement a commencé en 2015, les travaux de conception étant confiés à GranStudio, une petite société italienne de conseil en design située à Turin. Des heures d'essais en soufflerie furent effectuées sur les maquettes finales afin de s'assurer que la voiture était aérodynamiquement affinée. Le travail de développement du châssis a été réalisé par l'ancien pilote de voiture de course Loris Bicocchi.
Dallara s'est inspiré de la philosophie de Colin Chapman avec ses voitures de sport légères et minimalistes. Finalement, la Stradale incarne ces principes. Avec un poids à sec de 855 kg, la Stradale a des performances comparables à celles des voitures de sport hautes performances tout en étant axée sur le conducteur.
La première voiture a été livrée en 2017 à Gian Paolo Dallara lui-même, à l'occasion de son 81e anniversaire, au siège de la société en Italie à Varano de' Melegari .

## Caractéristiques techniques

### Moteur
La Stradale est propulsée par un moteur Ford EcoBoost quatre cylindres en ligne turbocompressé de 2,3 litres repris de la Ford Focus RS. Le moteur est retravaillé par Bosch afin de générer une puissance maximale de 400 ch (294 kW) à 6 200 tr/min avec un couple maximum de 500 Nm à 3 000-5 000 tr/min. Bosch a également travaillé sur l'aérodynamique, permettant à la voiture dans sa version berlinette de générer 820 kg d'appui avec son aileron arrière optionnel.

### Châssis et carrosserie
La conversion à différents styles de carrosserie a été rendue possible par un pare-brise amovible en verre polycarbonate de qualité motosport et un châssis en fibre de carbone. Le pare-brise a une forme et un essuie-glace central rappelant les voitures de course du Groupe C des années 1990. Un cadre amovible en forme de « T » combiné à des portes papillons détachables permet la conversion en carrosserie spider et coupé. Cependant, et quelle que soit la carrosserie, le conducteur entre dans la voiture de la même manière, en enjambant le côté.
La base du châssis est une coque en fibre de carbone avec une structure latérale en fibre de carbone permettant de canaliser l'air vers l'arrière de la voiture. D'un côté le flux d'air est dirigé vers le moteur tandis que de l'autre côté, il est dirigé vers un échangeur air-air. Des sous-structures en aluminium sont reliées à la coque en carbone à l'avant et à l'arrière. Deux bras de commande sont présents à chaque coin, les bras avant étant directement fixés sur la coque. Le plancher du châssis est plat avec un splitter à l'avant et un diffuseur à l'arrière. Même sans l'aileron arrière optionnel ces éléments combinés créent tellement d'appui que la voiture nécessite d'être équipé de flaps Gurney inversés qui aident à maintenir un équilibre aérodynamique.

### Transmission
Le moteur monté transversalement est associé à une transmission manuelle à six vitesses (aussi issue de la Ford Focus RS) ou une transmission manuelle séquentielle également à six rapports en option avec des palettes au volant montées sur la colonne de direction. La puissance du moteur est transmise aux roues arrière. Les deux transmissions sont livrées avec un différentiel à glissement limité. La Stradale est livrée avec un contrôle électronique de stabilité standard qui peut être désactivé et réglé pour intervenir le moins possible.

### Freinage
Le système de freinage utilise de simples disques de freins en acier, les ingénieurs travaillant sur la voiture considérant que ces disques fonctionnaient aussi bien sans la complexité et le coût supplémentaires de disques carbone-céramique. Les étriers de frein sont fournis par Brembo.

### Cockpit

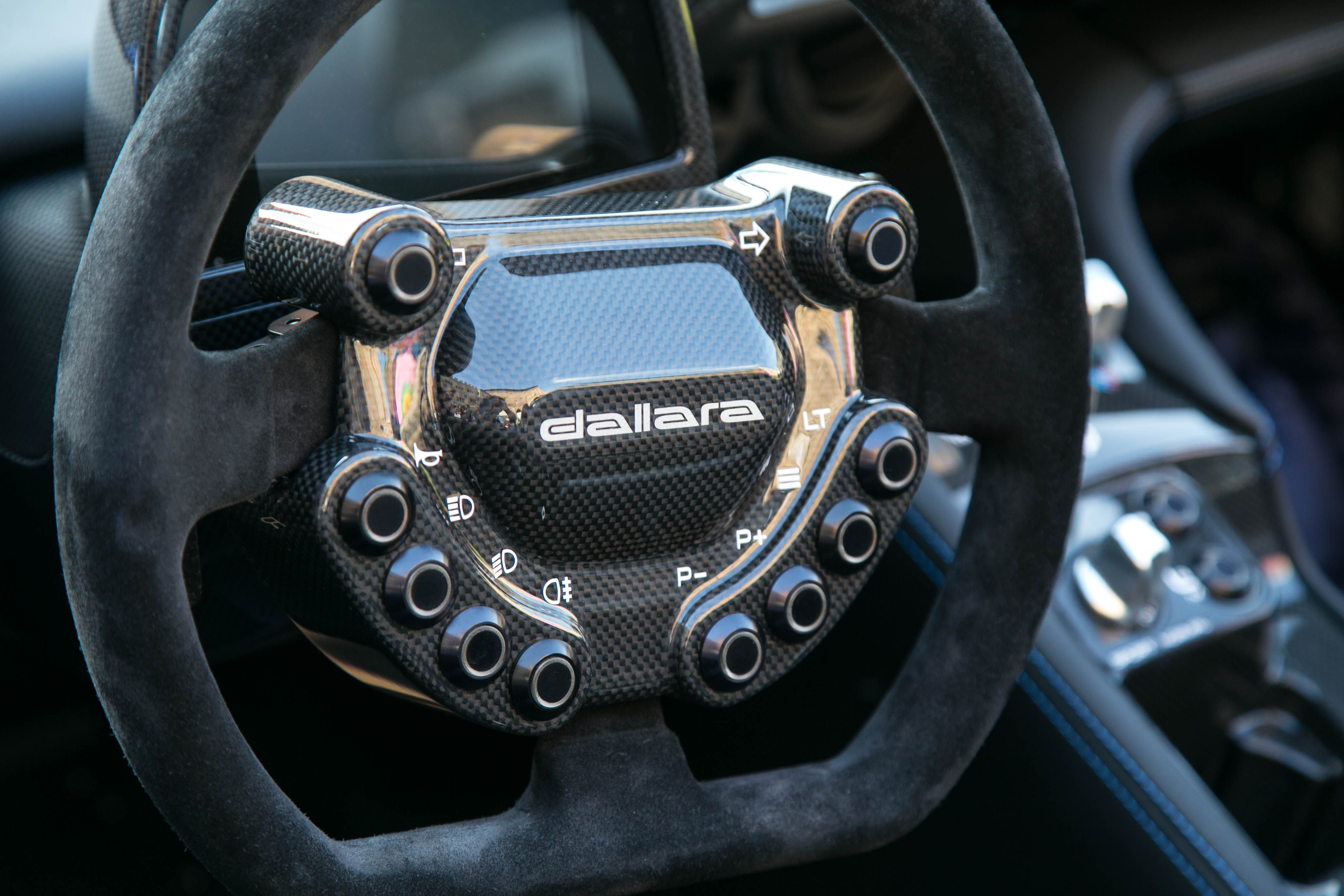
Volant de la Stradale.

L'intérieur de la voiture est principalement en fibre de carbone et toutes les principales commandes de la voiture sont intégrées au volant. Les informations vitales telles que la vitesse et le régime sont affichées sur un écran numérique, dans le style sport automobile, fixé sur la colonne de direction. Les sièges, non réglables pour ne pas altérer le centre de gravité du véhicule, sont des coques en fibre de carbone fixées au châssis avec un rembourrage en mousse ; pour adapter la position de conduite aux préférences et à la taille du conducteur, ce sont le pédalier, la colonne de direction et les palettes de vitesses qui sont (facilement) ajustables.
Un minimum de bagages peut être rangé dans deux compartiments situés derrière le moteur. Deux compartiments supplémentaires dans les sièges sont conçus pour ranger deux casques de course. L'espace total de ces compartiments est de 113 litres.
Les autres caractéristiques de la voiture comprennent des pneus Pirelli Trofeo R, un système de suspension de course active développée par la société néerlandaise TracTive Suspension qui réduit la garde au sol de la voiture de 20 mm en mode piste. Un accumulateur de pression d'huile permet à la pompe à carburant de résister aux 2 g d'accélération latérale que le châssis est capable de générer,.

## Performances
La Stradale peut générer une force d'appui de 400 kg à 241 km/h dans sa forme de base et 853 kg avec son aileron arrière optionnel.
La voiture accélère de 0-97 km/h en 3,2 secondes et de 0-161 km/h en 8,1 secondes. Elle peut parcourir 402 mètres en 11,4 secondes et atteindre une vitesse de pointe de 280 km/h.

## Stradale EXP
La Stradale EXP (pour EXPerience, EXPeriment, EXPonential et EXPertise) est une version extrême de la Stradale pour circuit présentée en 2021. Son moteur développe 100 ch et 200 Nm supplémentaires et elle annonce une vitesse maximum de 290 km/h, soit 25 de plus que la version de route. Barquette uniquement disponible avec un coupe-vent (sans pare-brise), elle gagne 35 kg pour pouvoir supporter jusqu'à 2,7 g dans les virages.
Les clients possédant déjà une Stradale Barchetta peuvent convertir directement cette dernière en EXP.

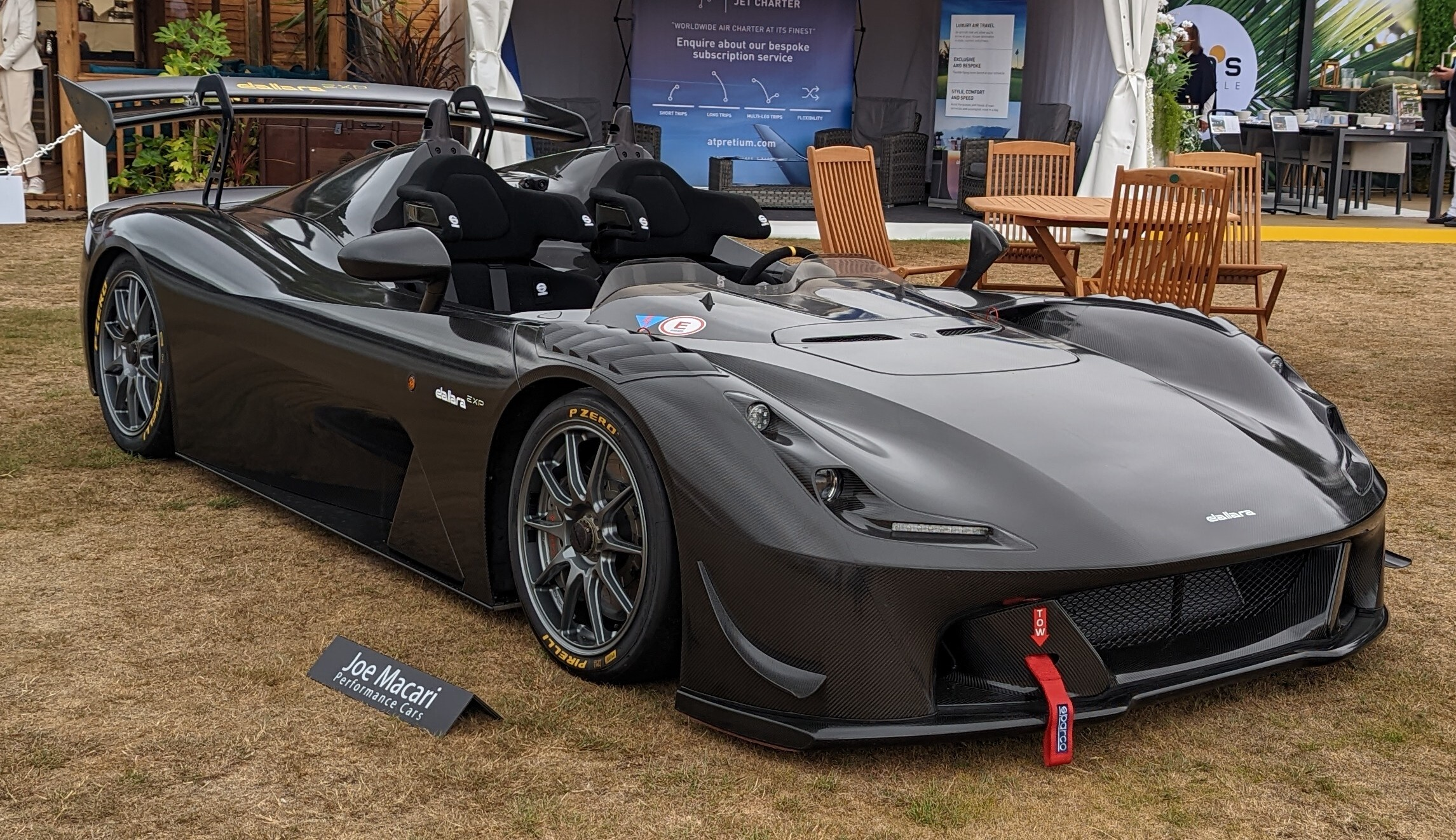
Une Stradale EXP.

## Production
L'entreprise prévoit de ne pas construire plus de 600 unités de la Stradale en cinq ans, offrant un nombre limité d'unités à vendre chaque année. Selon Car and Driver, chaque voiture aurait un coût de 191 000 € (236 000 USD) avant taxes en 2018.

## Séries limitées

### Stradale D50
La D50 est une édition limitée de la Stradale sortie pour les cinquante ans de la firme (1972-2022). Limitée à 50 exemplaires, cette édition se distingue par une coque en finition carbone apparent et une décoration or, sièges jaunes.

### Stradale Club Italia
La Stradale Club Italia a été produite pour l'association sportive et culturelle italienne Club Italia Seuls dix exemplaires, du 201 au 210, ont été produits. La Club Italia est entièrement recouverte de carbone apparent bleu mat avec des détails blancs et des étriers de freins jaunes. Celle-ci est uniquement disponible pour les membres du Club Italia.

## Galerie

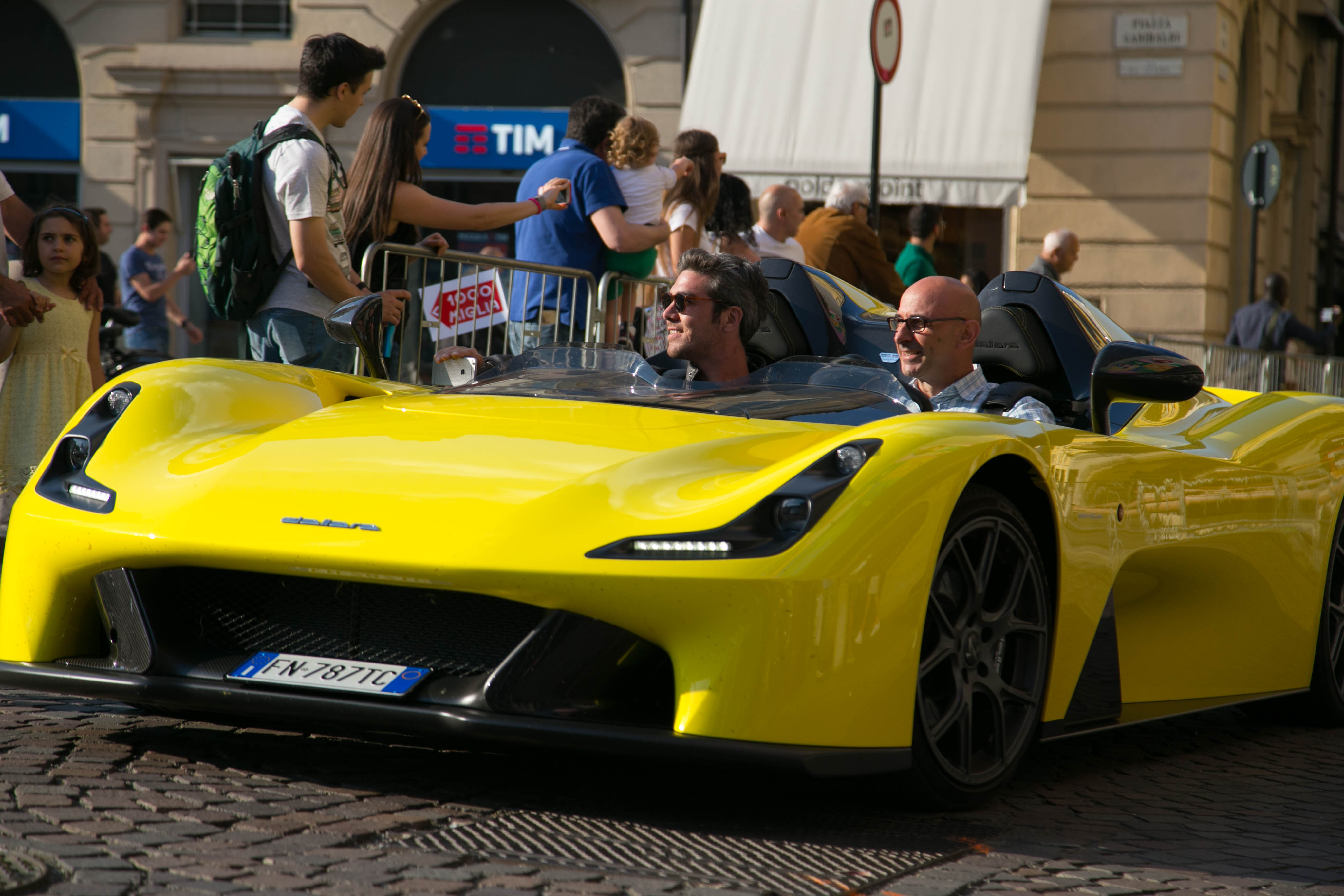
Dallara Stradale barchetta.
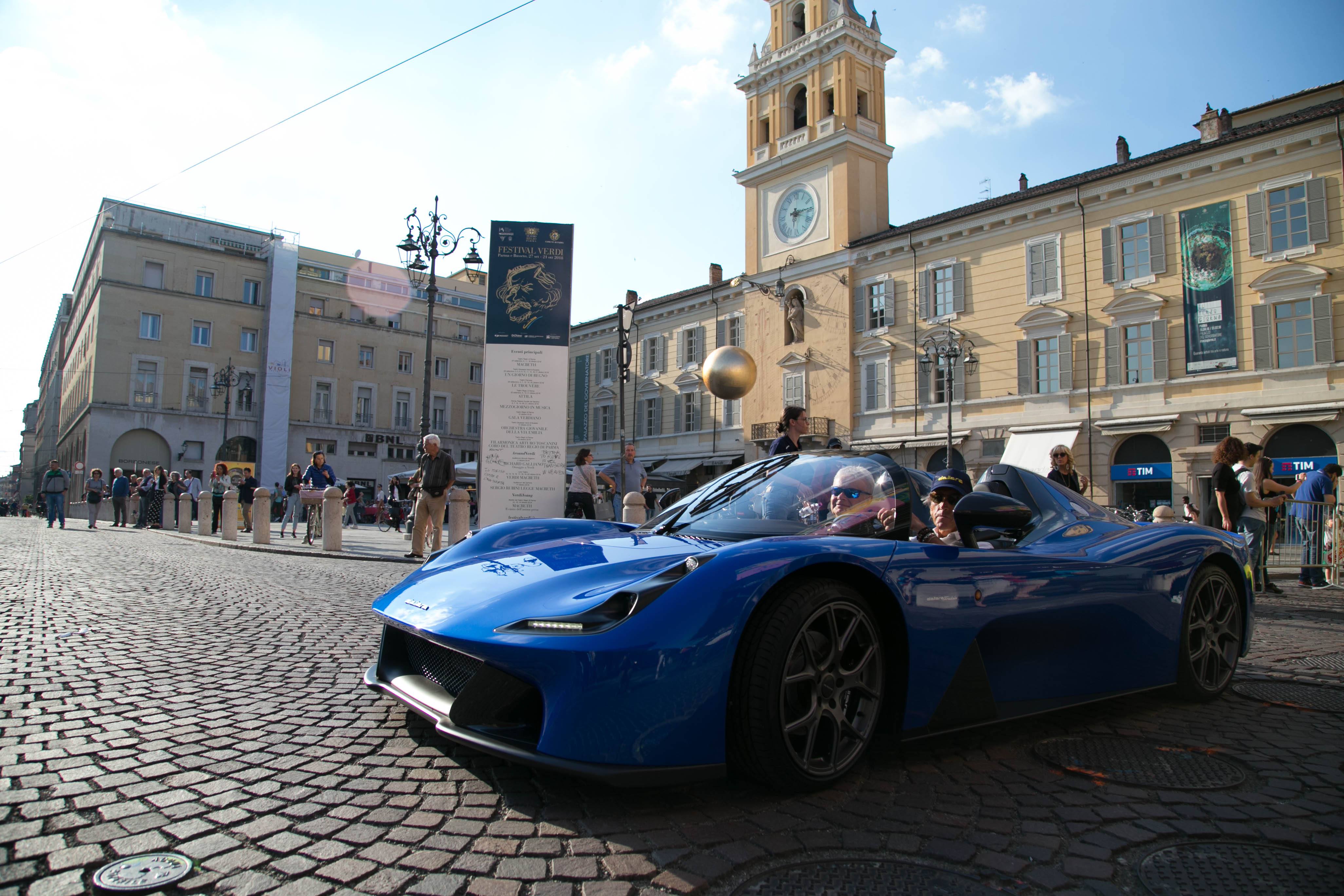
Dallara Stradale spider.
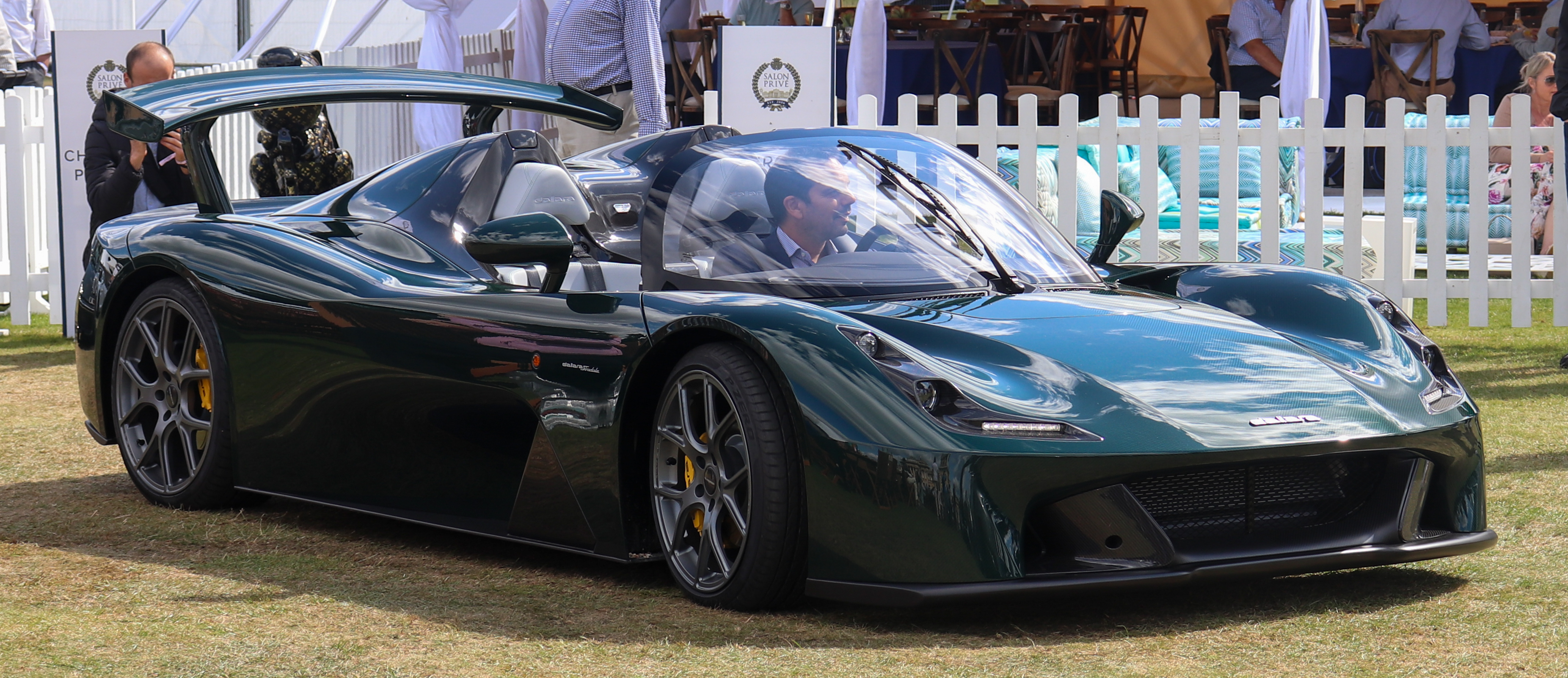
Dallara Stradale spider (avec aileron arrière).
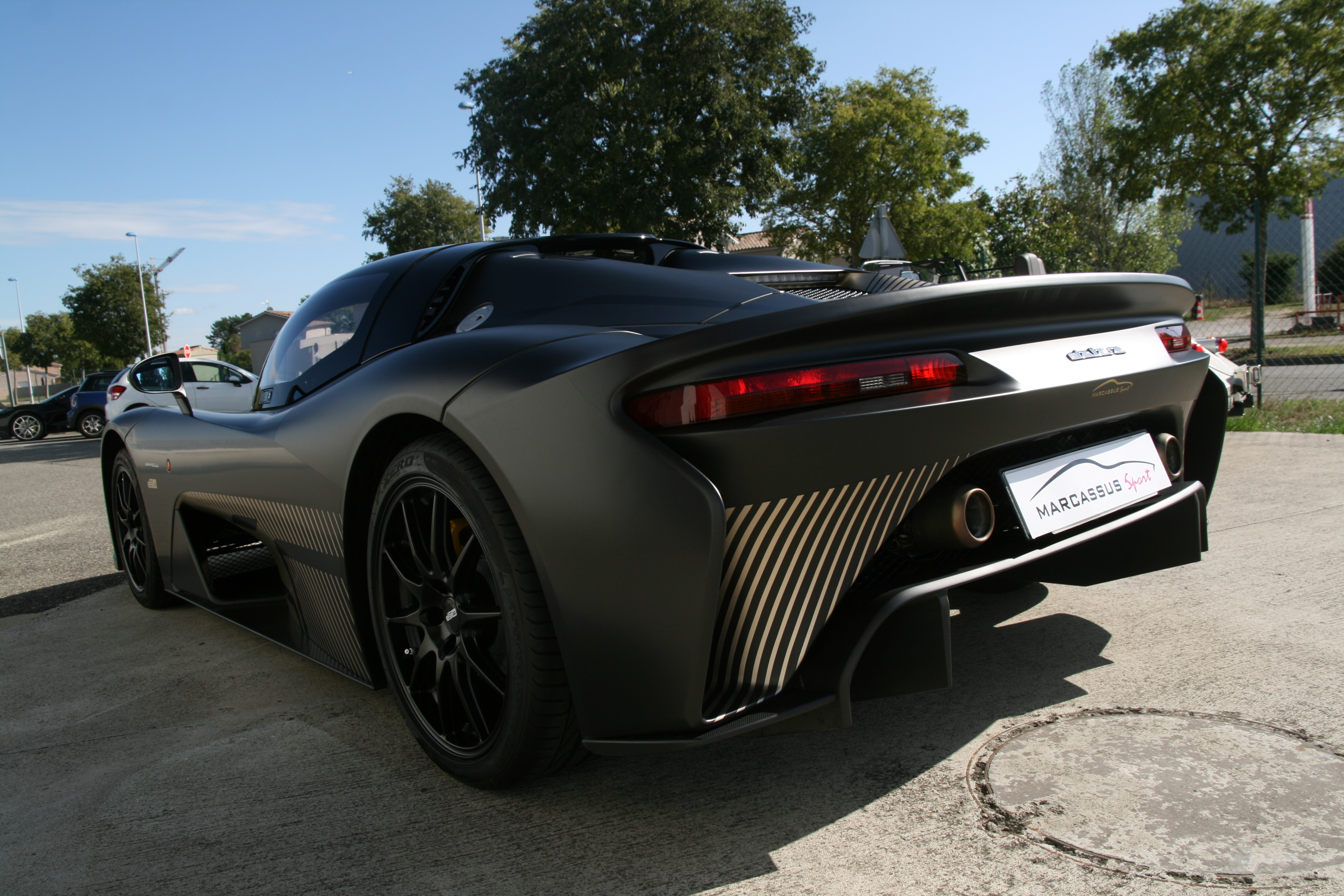
Une Stradale D50 de l'arrière.